# Nickeil Alexander-Walker
Nickeil Alexander-Walker (ur. 2 września 1998 w Toronto) – kanadyjski koszykarz, występujący na pozycjach rozgrywającego lub rzucającego obrońcy, obecnie zawodnik Minnesoty Timberwolves.
W 2015 wystąpił w turnieju Adidas Nations, zajmując w nim siódme miejsce. Rok później zdobył srebrny medal. W 2017 wziął udział w meczach wschodzących gwiazd – BioSteel All Canadian i Nike Hoop Summit.
W 2019 reprezentował New Orleans Pelicans, podczas rozgrywek letniej ligi NBA.
8 lutego 2022 został wytransferowany do Portland Trail Blazers. Dzień później trafił do Utah Jazz. 9 lutego 2023 trafił w wyniku wymiany do Minnesoty Timberwolves.

## Osiągnięcia
Stan na 13 września 2023, na podstawie, o ile nie zaznaczono inaczej.

### NCAA
- Uczestnik rozgrywek:
  - Sweet 16 turnieju NCAA (2019)
  - turnieju NCAA (2018, 2019)
- MVP turnieju Charleston Classic (2019)
- Zaliczony do:
  - I składu:
    - turnieju Charleston Classic (2019)

  - III składu ACC (2019)
- Zawodnik tygodnia ACC (19.11.2018, 4.02.2019)

### NBA
- Zaliczony do I składu letniej ligi NBA (2019)
- Uczestnik Rising Stars Challenge (2020)[7]

### Reprezentacja
Seniorska
- Brązowy medalista mistrzostw świata (2023)[8]

Młodzieżowa
- Wicemistrz Ameryki U–18 (2016)